# 龍舌蘭酒

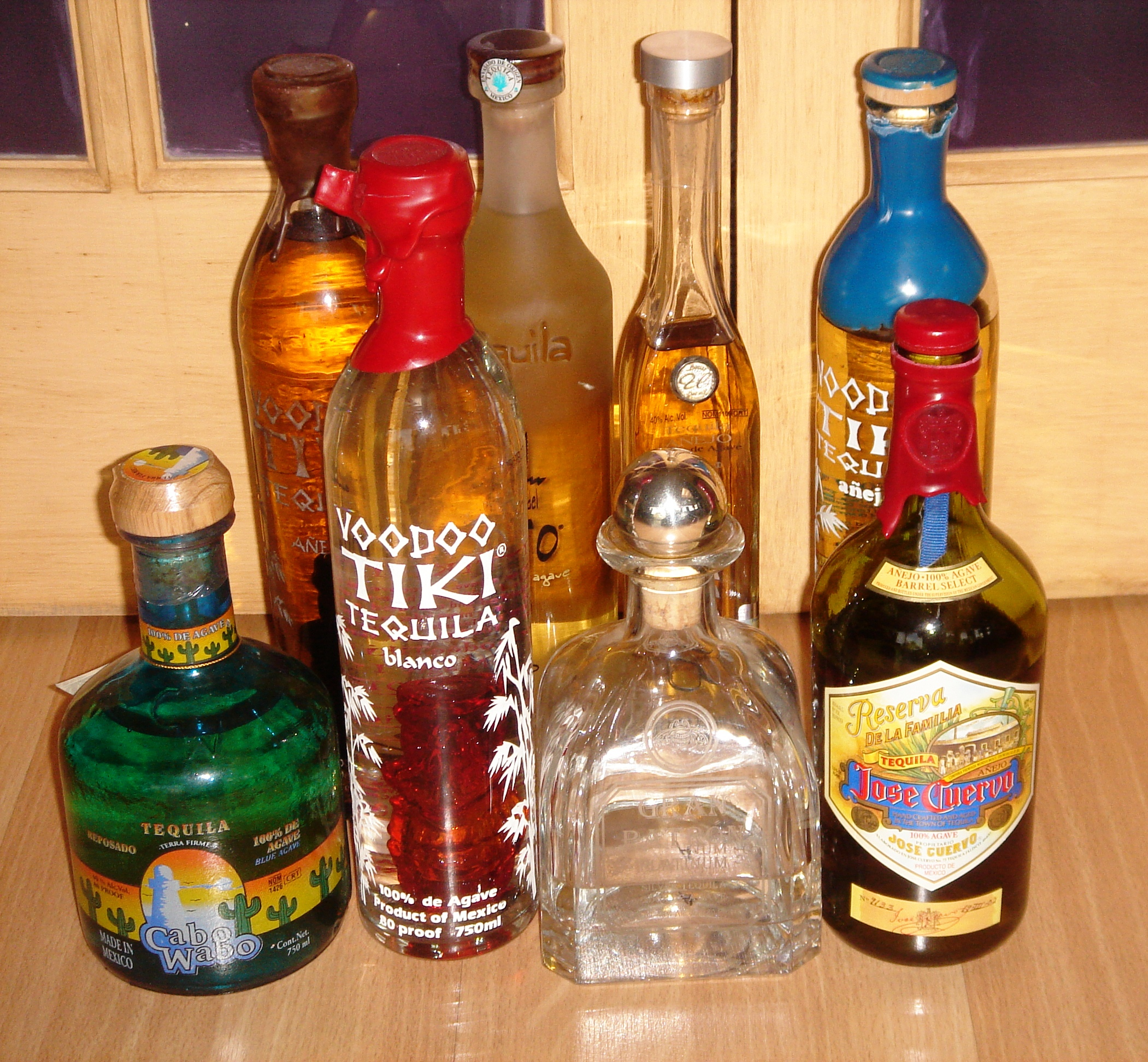
幾款等級不同的特基拉酒

龍舌蘭酒（Agave Spirits），是墨西哥產、使用龍舌蘭屬植物的心（Piña — 在植物學上，指的是這種植物的鳞茎）為原料所製造出的含酒精飲品。其中較著名的酒為特基拉（西班牙文：Tequila），其他的酒類包括但不限於梅斯卡（西班牙文：Mezcal）以及普逵酒（西班牙文：Pulque）。特基拉和梅斯卡屬於蒸餾酒，而普逵酒屬於釀造酒。本條目主要介紹特基拉（Tequila）。

## 分類
通常提到龍舌蘭酒時，可能意指的是下列幾種酒之中的一種，但如果沒有特別說明，最有可能的還是指為人廣知的特基拉，其他幾款酒則大都是墨西哥當地人才較為熟悉。也就是說，龍舌蘭酒廣義上指代以龍舌蘭屬植物作為原料的酒類的合稱（包括但不限於以下幾種），狹義上特指其中最有名的特基拉酒。
- 特基拉酒（Tequila）—— 狹義上中文「龍舌蘭酒」常常指的是這種酒，原產於墨西哥的特基拉鎮，故名，目前仍為主要產地。只有在某些特定地區、使用一種稱為藍色龍舌蘭草（Blue Agave）的植物做為原料所製造的此類產品，才有資格冠上特基拉酒之名。

- 梅斯卡（Mezcal）—— 梅斯卡其實可說是所有以龍舌蘭草心為原料，所製造出的蒸餾酒之總稱，簡單說來特基拉可說是梅斯卡的一種，但並不是所有的梅斯卡都能稱作特基拉。在2000年以前[1]，無論是製造地點、原料或作法上，梅斯卡都較特基拉的範圍來得廣泛、規範較少，但近年來梅斯卡也漸漸有了較為確定的產品規範[2]，以便清楚分辨及保証產品的品質。

- 普逵酒（Pulque）——是用龍舌蘭草的心為原料，經過發酵而造出的發酵酒類，最早由古代印地安文明發現，在宗教上有不少用途，也是所有龍舌蘭酒的基礎原型。由於沒有經過蒸餾處理，酒精度不高。目前在墨西哥许多地區仍然有釀造。

還有一些其他同樣也用龍舌蘭為原料所製造的酒類，例如奇瓦瓦州生產的Sotol。這類的酒通常都是比較區域性的產品而不是很出名，而當地製造廠商為了要打響知名度，常特別以行銷手法或廣告撰文強調其Sotol並非傳統所稱之龍舌蘭酒，但依據國際知名且具中南美16國家政府相關組織聯合成立的中南美洲龍舌蘭產物學會認定，Sotol雖製造其原植物原料並非藍色龍舌蘭草，但是其原料、一種調羹花屬（Dasylirion）沙漠植物，因為與龍舌蘭同屬天門冬科，所製酒類仍分類於龍舌蘭酒。而每年定期舉辦之「年度最佳龍舌蘭酒」之國際活動，該酒廠仍持續報名比賽，分別於2005、2007、2008年獲得最佳特基拉獎項（Best of the Best Tequila Prize）。

## 定義
在墨西哥本土，特基拉酒所有酒類之中受到法規限制最嚴格的產品，而世界上大部分的市場（例如歐盟）也普遍遵循墨西哥的相關法令規範來制訂這種酒類的界定基準。根據法規特基拉酒裡面不允許放入蝶類幼蟲這類額外的添加物，其原料也並非是仙人掌的汁液釀製而成。這兩點是一般對特基拉最容易產生誤解的地方。

### 產地
無論是特基拉酒還是其他以龍舌蘭為原料的酒類，都是墨西哥國原生的酒品，其中特基拉更是該國重要的外銷商品與經濟支柱，因此受到極為嚴格的政府法規限制與保護，以確保產品的品質。
雖然特基拉酒此名的起源是個謎，但是生產這種酒的主要產地境內，無論是山脈、城鎮還是酒本身，都擁有一樣的名。特基拉酒的生產中心是墨西哥哈利斯科州境內、瓜達拉哈拉和特皮克之間的小城鎮特基拉，而傳說中這種酒最早的原產地就是該鎮郊外同名的火山口周圍邊坡。
曾經有一度，特基拉酒僅被允許在哈利斯科州境內生產，但是在1977年10月13日墨西哥政府稍微修改了相關法令，放寬特基拉酒的產地限制，允許該酒在周圍幾個州的部分行政自治區生產，其允許範圍請參見附表。有趣的是，雖然規範已經放寬了數十年之久，但事實上在擁有執照的蒸餾廠裡面，僅有兩家酒廠不在哈利斯科州境內，分別是位在塔毛利帕斯州的La Gonzaleña（產品品牌為Chinaco），與位在瓜纳华托州的Tequilera Corralejo。
特基拉酒合法產區列表
| - 瓜纳华托州 - Abasolo - Cuerámaro - Huanimaro - Manuel Doblado - Pénjamo - Purísima del Rincón - Romita | - 纳亚里特州 - Ahuacatlán - Amatlán de Cañas - Ixtlán del Rio - Jala - Xalisco - San Pedro - Lagunillas - Santa María del Oro - Tepic | - 塔毛利帕斯州 - Aldama - Altamira - Antiguo - Morelos Gómez - Farías Gonzalez Llera Mante - El Nuevo Morelos - Ocampo - Tula - Xicoténcatl - 哈利斯科州 - 全州各區 | - 米却肯州 - Abasolo - Cuerámaro - Huanimaro - Manuel - Doblado - Pénjamo - Purísima del Rincón - Romita |  |

### 原料

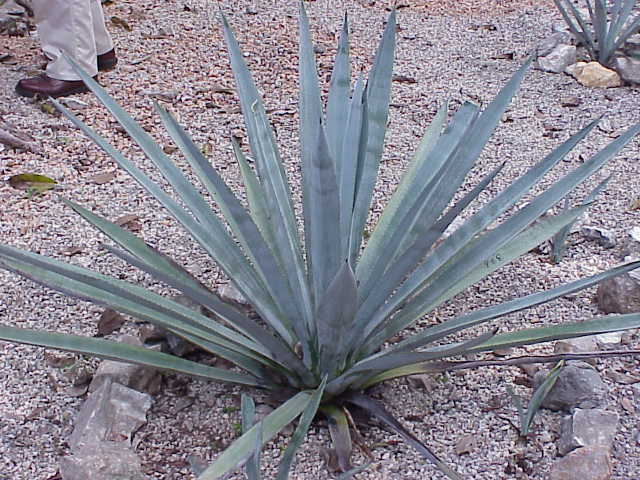
藍色龍舌蘭

龍舌蘭（Agave，墨西哥當地人又稱其為Maguey）是種墨西哥原生的多肉植物。龍舌蘭擁有很大型的鱗莖，當地人稱為龍舌蘭的心（Piña），其長相非常像是一顆巨大的鳳梨，內部多汁富含糖分，因此非常適合被用來發酵釀酒。早在歐洲人發現新大陸之前，當地的古文明就已知道用龍舌蘭汁釀酒的技術（也就是普逵酒），而於西班牙殖民後引進的蒸餾技術則得以將這類發酵酒進一步製造出蒸餾酒，亦稱為梅斯卡。
至於特基拉酒，則嚴格規定只能使用龍舌蘭多達136種的分支裡面，品質最優良的藍色龍舌蘭（Blue Agave）作為原料。這種主要是生長在哈里斯科州海拔超過1500公尺的高原與山地之品種，最早是由德國植物學家佛朗茲·韋伯（Franz Weber）在1905年時命名分類，因此獲得Agave tequilana weber azul 的學名。依照法律規定，只有在允許的區域內使用藍色龍舌蘭作為原料的龍舌蘭酒，才有資格冠上特基拉酒之名在市場上銷售。依照這定義，特基拉酒也是梅斯卡爾酒的一種，其地位有點類似干邑白蘭地之於所有的法國白蘭地一般。

## 歷史
雖然印地安人有種傳說，說天上的神以雷電打中生長在山坡上的龍舌蘭，而創造出龍舌蘭酒，但實際上這說法並沒有多少根據性。龍舌蘭早在古印地安文明的時代，就被視為是一種非常有神性的植物，是天上的神給予人們的恩賜。
早在西元三世紀時，居住於中美洲地區的印地安文明早已發現發酵釀酒的技術，他們取用生活裡面任何可以得到的糖份來源來造酒，除了他們的主要作物玉米，與當地常見的棕櫚汁之外，含糖量高又多汁的龍舌蘭，也很自然而然地成為造酒的原料。以龍舌蘭汁經發酵後製造出來的普逵酒，經常被用來作為宗教信仰用途，除了飲用之後可以幫助祭司們與神明的溝通（其實是飲酒後產生的酒醉或幻覺現象），他們在活人祭獻之前會先讓犧牲者飲用普逵酒使其失去意識，而減輕其痛苦及方便儀式的進行。
直到來自大西洋彼岸、西班牙征服者將蒸餾術帶來新大陸之前，龍舌蘭酒一直保持著其純發酵酒的身份。西班牙人想在當地尋找一種適合的原料，以取代他們所費不貲地從家鄉帶來、補給困難不足以滿足他們龐大消耗量的葡萄酒或其他歐洲烈酒。於是，他們看上了有著奇特植物香味的普逵酒，但又嫌這種發酵酒的酒精度遠比葡萄酒低，因此嘗試使用蒸餾的方式提升普逵酒的酒精度，以龍舌蘭製造的蒸餾酒於是產生。由於這種新產品是用來取代葡萄酒的用途，於是獲得了梅斯卡爾葡萄酒（Mezcal wine）的名稱。
梅斯卡爾葡萄酒的雛形經過了非常長久的嘗試與改良後，才逐漸演變成為我們今日見到的梅斯卡爾酒/特基拉酒，而在進化的過程中，它也經常被賦予許多不盡相同的命名，梅斯卡爾白蘭地（Mezcal brandy），龍舌蘭葡萄酒（Agave wine），梅斯卡爾特基拉酒（Mezcal tequila），最後才變成我們今天熟悉的特基拉酒——這名稱很顯然是取自盛產此酒的城鎮名。比較有趣的是，龍舌蘭酒商業生產化的祖師爺荷塞·奎沃（José Cuervo）在1893年的芝加哥世界博覽會上獲獎時，他的產品被命名為梅斯卡爾白蘭地（Mezcal brandy，當時幾乎所有的蒸餾酒都被稱呼為白蘭地，例如琴酒（Gin brandy））。
2006年時，龍舌蘭酒的產區，被聯合國教科文組織列入世界文化遺產名單中。

## 製造

### 栽種

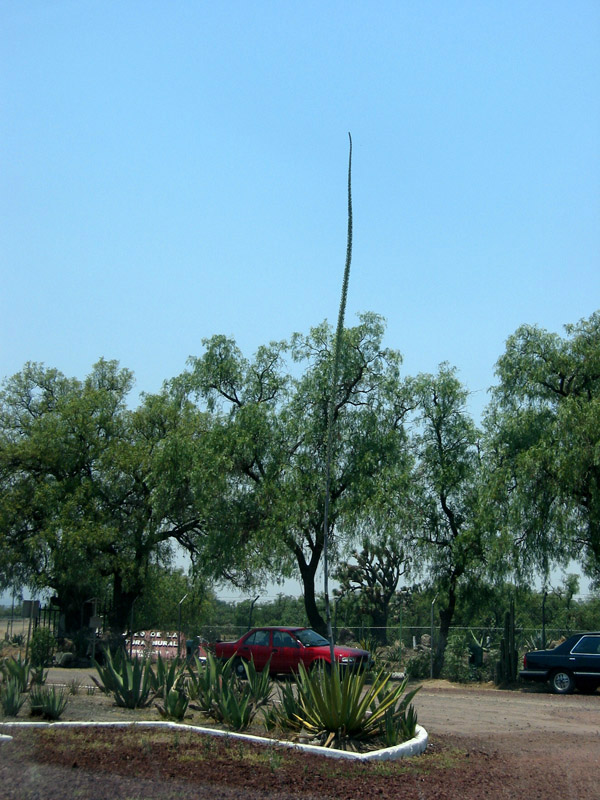
野生的龍舌蘭草與細長的花莖

與其他酒類經常使用的原料，例如穀物與水果等比較，龍舌蘭酒使用的是一種非常特殊且奇異的糖分來源——蘊含在龍舌蘭草心（鱗莖）汁液裡面的糖分。在幾種龍舌蘭酒裡面，特基拉酒使用藍色龍舌蘭的汁液作為原料，根據土壤、氣候與耕種方式，這種植物擁有八到十四年的平均成長期，相比之下，梅斯卡爾酒所使用的其他龍舌蘭品種在成長期方面普遍較藍色龍舌蘭短。
除了品種外，龍舌蘭草的品質往往也取決於它的大小，長得越大的龍舌蘭價格就越好。位於鐵奇拉鎮外死火山口邊坡上的龍舌蘭田裡面種植的作物，一般被認為是品質較優秀的龍舌蘭草，而以這些高品質龍舌蘭草為原料少量製造的產品，評價普遍較集中在城鎮附近的大型生產廠商高。根據法規，只要使用的原料有超過51%是來自藍色龍舌蘭草，製造出來的酒就有資格稱為特基拉酒，其不足的原料是以添加其他種類的糖（通常是甘蔗提煉出的蔗糖）來代替，稱為Mixto。有些Mixto是以整桶的方式運輸到不受墨西哥法律規範的外國包裝後再出售，不過，法規規定唯有100%使用藍色龍舌蘭作為原料的產品，才有資格在標籤上標示「100% Blue Agave」的說明在墨西哥銷售。
今天在墨西哥，用來製造特基拉酒的藍色龍舌蘭是被當作一種農作物般人工栽種的。雖然龍舌蘭原本是種利用蝙蝠來傳遞種子的植物，但實作上都是利用從四到六年年紀的母株上取下的幼枝，用扦插的方式於雨季前開始栽種，其平均密度毎英畝土地上栽種介於1,000到2,000株之間。
龍舌蘭草一旦栽種下去後，需等待至少八年的光陰才能採收，在製酒的原料植物裡面，其等待收成的時間可說是數一數二的漫長。有些比較強調品質的酒廠甚至會進一步讓龍舌蘭長到12年的程度後才收成，因為植物長得越久，裡面蘊含可以用來發酵的糖分就越高。接近採收期的植物，其葉子部分會被預先砍除，以便激發植物的熟成效應。有些種植者會在龍舌蘭成長的過程中施肥與除蟲，但龍舌蘭田（Campos de agave）卻是完全不需灌溉，這是因為實驗發現人工灌溉雖然會讓龍舌蘭長得更大，卻不會增加其糖份含量，龍舌蘭成長所需的水份，全都是來自每年雨季時的降水。

### 收割
栽種與採收龍舌蘭是種非常傳統的技藝，有些栽植者本身是採取世襲制度在傳遞相關知識，稱為Jimador。由於原本從地底下開始生長，並且慢慢破土而出的龍舌蘭「心」會在植物成年後長出高聳的花莖（Quixotl，其高度有時可以超過5公尺），大量消耗花心裡面的糖分，因此及時將長出來的花莖砍除，也是Jimador必須執行的工作之一。
要採收時，Jimador需先把長在龍舌蘭心上面往往多達上百根的長葉坎除，然後再把這鳳梨狀的肉莖從枝幹上坎下。通常這「心」的部分重量有80到300磅不等（約合35到135公斤），某些成長在高地上的稀有品種，甚至會重達500磅（200公斤）以上。一個技術優良的Jimador一天可以採收超過一噸重的龍舌蘭心，原料到了酒廠裡面後，通常會被十字剖成四瓣方便進一步的蒸煮處理。由於需要的龍舌蘭熟成程度不一，採收工作一整年都可以持續進行，有些蒸餾廠會使用較年輕的龍舌蘭來造酒，但像是馬蹄鐵特基拉（Tequila Herradura）這種知名老廠，會嚴格要求只使用十年以上的龍舌蘭來做原料。

### 烹煮

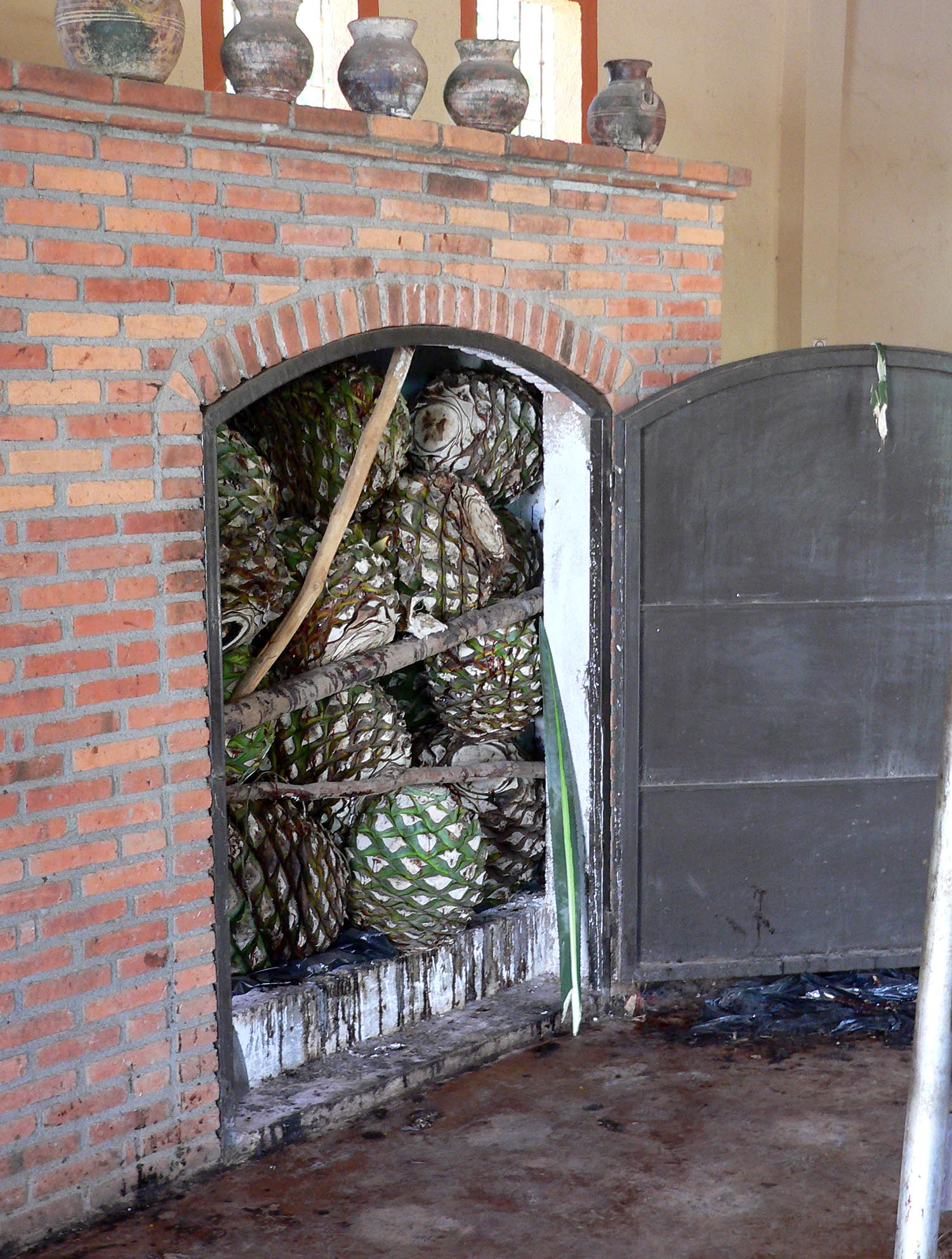
使用爐子烘烤龍舌蘭心

有些酒廠在接收到收割回來的龍舌蘭心後，會先將其預煮過，以便去除草心外部的蠟質或殘留沒有砍乾淨的葉根，因為這些物質在蒸煮的過程中會變成不受歡迎的苦味來源。使用現代設備的酒廠則是以高溫的噴射蒸氣來達到相同的效果。
傳統上，蒸餾廠會用蒸汽室或是西班牙文裡面稱為Horno的石造或磚造烤爐，慢慢地將切開的龍舌蘭心煮軟，需時長達50到72小時。在攝氏60到85度的慢火烘烤之下，其植物纖維會慢慢軟化、釋放出天然汁液，但又不會因為火力太強太快而煮焦，讓汁液變苦或不必要地消耗掉寶貴的可發酵糖份。另外，使用爐子烘烤龍舌蘭另外一個好處是，比較有辦法保持植物原有的風味。不過，礙於大規模商業生產的需求，今日許多大型的蒸餾廠比較偏向使用高效率的蒸汽高壓釜或壓力鍋來蒸煮龍舌蘭心，大幅縮短過程耗時到一日以內（8至14小時）。
蒸煮的過程除了可以軟化纖維釋放出更多的汁液外，也可以將結構複雜的碳水化合物轉化成可以發酵的醣類。直接從火爐裡面取出的龍舌蘭心嚐起來非常像是番薯或是芋頭，但多了一種龍舌蘭特有的氣味。傳統作法的蒸餾廠會在龍舌蘭心煮好後讓它冷卻個24到36小時，再進行磨碎除漿，不過也有一些傳統酒場蓄意保留這些果漿，一同拿去發酵。
當龍舌蘭心徹底軟化且冷卻後，工人會拿大榔頭將它們打碎，並且移到一種傳統上使用驢子或牛推動、稱為Tahona的巨磨內磨得更碎。現代的蒸餾廠除了可能會以機械的力量來取代獸力外，有些酒廠甚至會改用自動輾碎機來處理這些果漿或碎渣，將雜質去除作為飼料或肥料使用。至於取出的龍舌蘭汁液（稱為Aquamiel，意指糖水）則在摻調一些純水之後，放入大桶中等待發酵。

### 發酵
接下來，工人會在稱為Tepache的龍舌蘭草汁上灑下酵母，雖然根據傳統做法，製造龍舌蘭酒使用的酵母採集自龍舌蘭葉上，但今日大部分的酒廠都是使用以野生菌株培育的人工酵母，或甚至商業上使用的啤酒酵母。有些傳統的梅斯卡爾酒或是Pulque酒，是利用空氣中飄散的野生酵母造成自然發酵，但在特基拉酒之中只有老牌的馬蹄鐵特基拉（Tequila Herradura）一家酒廠是強調使用這樣的發酵方式。不過，某些人認為依賴天然飄落的酵母，風險太大，為了抑制不想要的微生物滋生，往往還得額外使用抗生素來控制產品穩定度，利與弊頗值得爭議。
用來發酵龍舌蘭汁的容器可能是木造或現代的不鏽鋼酒槽，如果保持天然的發酵過程，其耗時往往需要7到12天之久，為了加速發酵過程，許多現代化的酒廠透過添加特定化學物質的方式加速酵母的增產，把時間縮短到兩三日內。較長的發酵時間可以換得較厚實的酒體，酒廠通常會保留一些發酵完成後的初級酒汁，用來當作下一次發酵的引子。

### 蒸餾

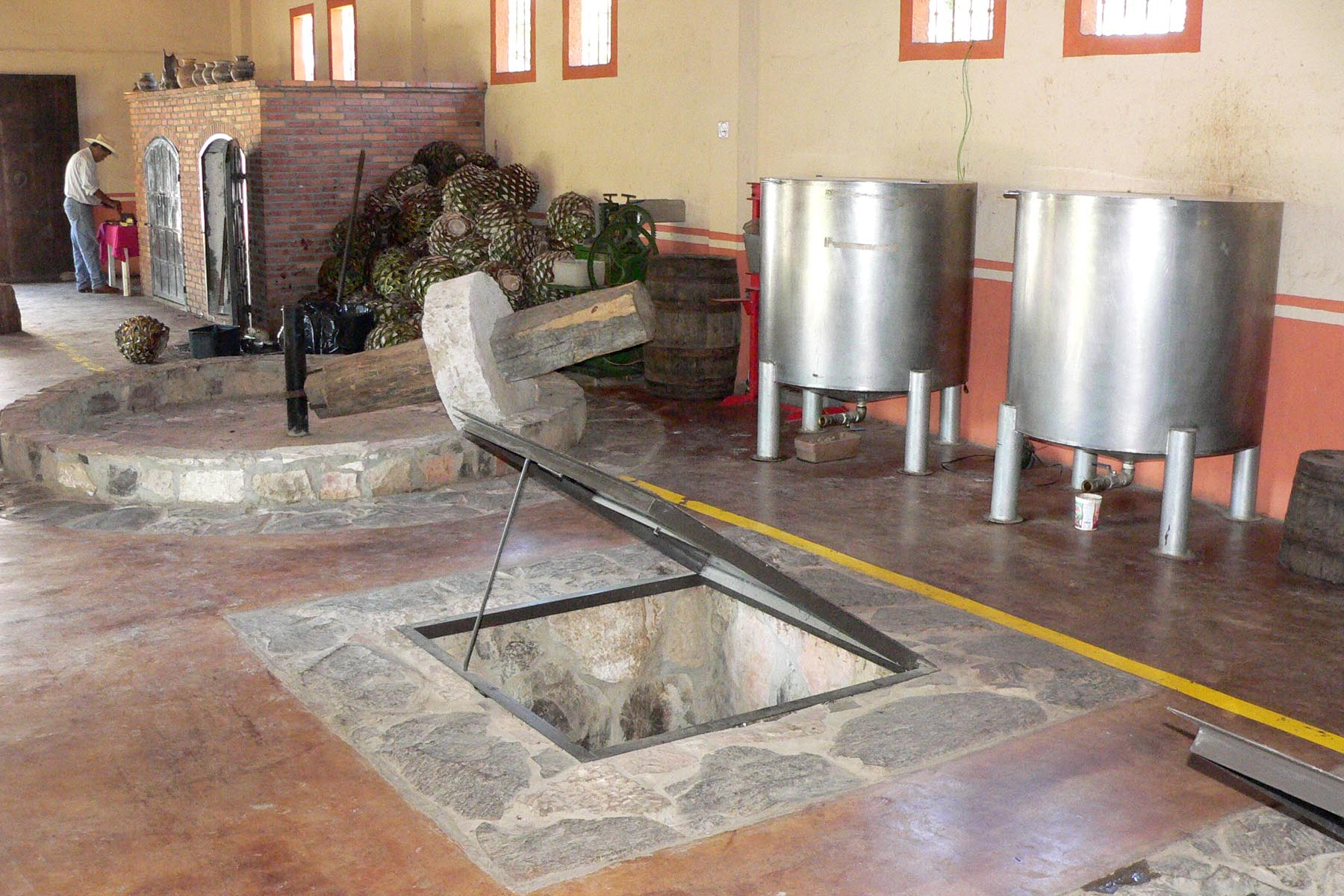
一間製造龍舌蘭酒的工廠

龍舌蘭汁經過發酵過程後，製造出來的是酒精度約在5%到7%之間、類似啤酒般的發酵酒。傳統酒廠會以銅製的壺式蒸餾器進行兩次蒸餾，現代酒廠則使用不鏽鋼製的連續蒸餾器，初次的蒸餾耗時一個半到兩個小時，製造出來的酒其酒精度約在20%上下。第二次的蒸餾耗時三到四小時，製造出的酒，擁有約55%的酒精度。
原則上每一批次的蒸餾都被分為頭中尾三部分，初期蒸餾出來的產物酒精度較高但含有太多醋醛（Aldehydes），因此通常會被丟棄。中間部分是品質最好的，也是收集起來作為產品的主要部分。至於蒸餾到末尾時產物裡面的酒精與風味已經開始減少，部分酒廠會將其收集起來加入下一批次的原料裡再蒸餾，其他酒廠則是直接將其拋棄。有少數強調高品質的酒廠，會費工地使用三次蒸餾來製造特基拉酒，但太多次的蒸餾往往會減弱產品的風味，因此其必要性常受到品酒專家的質疑。相比之下，大部分的梅斯卡爾酒都只進行一次的蒸餾，雖然少數高級品會採二次蒸餾。
從剛開始的龍舌蘭採收到製造出成品，大約每7公斤的龍舌蘭心，才製造得出1公升的酒。

### 陳年

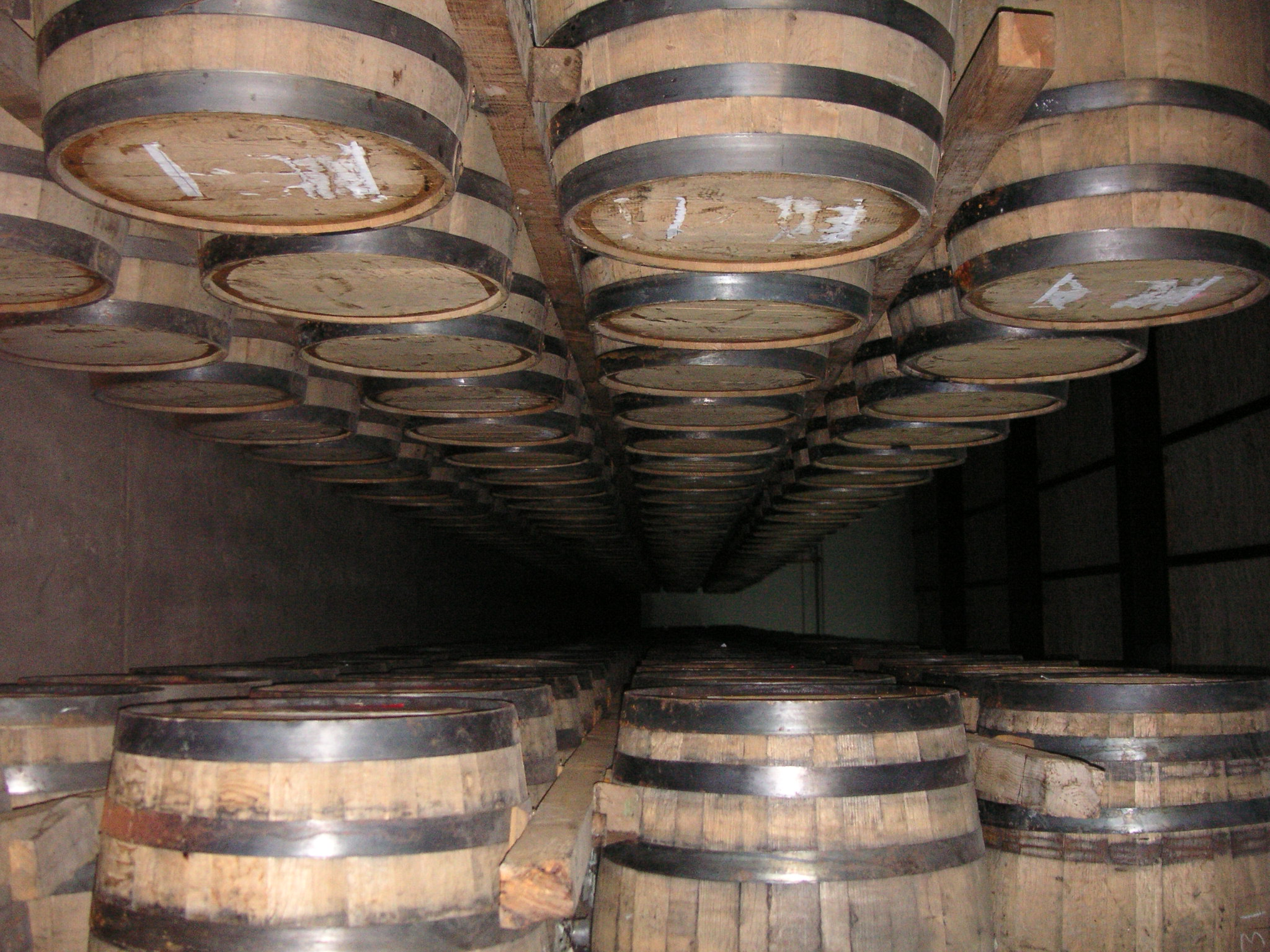
存放在橡木桶中的龙舌兰酒

剛蒸餾完成的龍舌蘭新酒，是完全透明無色的，市面上看到有顏色的龍舌蘭都是因為放在橡木桶中陳年過，或是因為添加酒用焦糖的緣故（只有Mixto才能添加焦糖）。陳年龍舌蘭酒所使用的橡木桶來源很廣，最常見的還是美國輸入的二手波本威士忌酒桶，但也不乏有酒廠會使用些更少見的選擇，例如西班牙雪莉酒、蘇格蘭威士忌、法國干邑白蘭地或甚至全新的橡木桶。龍舌蘭酒並沒有最低的陳年期限要求，但特定等級的酒則有特定的最低陳年時間。白色龍舌蘭（Blanco）是完全未經陳年的透明新酒，其裝瓶銷售前是直接放在不鏽鋼酒桶中存放，或一蒸餾完後就乾脆直接裝瓶。
大部分的酒廠都會在裝瓶前，以軟化過的純水將產品稀釋到所需的酒精強度（大部分都是 38-40% 酒精濃度 / 76–80 強度標準之間，雖然也有少數酒精度超過50%的產品），並且經過最後的活性碳或植物性纖維過濾，完全將雜質去除。
如同其他的酒類，每一瓶龍舌蘭酒裡面所含的酒液，都可能來自多桶年份相近的產品，利用調和的方式確保產品口味的穩定。不過，也正由於這緣故，高級龍舌蘭酒市場裡偶爾也可以見到稀有的「Single Barrel」產品，感覺跟蘇格蘭威士忌或法國干邑的原桶酒類似，特別強調整瓶酒都是來自特定一桶酒，並且附上詳細的木桶編號、下桶年份與製作人名稱，限量發售。所有要裝瓶銷售的龍舌蘭酒，都需要經過特基拉酒規範委員會（Consejo Regulador del Tequila，CRT）派來的人員檢驗確認後，才能正式出售，打破龍舌蘭是一種製作方式隨便、品質欠佳的酒類之既有印象。

## 產品種類
除了顏色有金色與銀色（透明）的差別之外，特基拉酒也是一種有產品等級差異酒種。雖然，各家酒廠通常會根據自己的產品定位，創造發明一些自有的產品款式，但是下面幾種分級，卻是有法規保障、不可濫用的官方標準。
Blanco或Plata
Blanco與Plata分別是西班牙文裡面「白色」與「銀色」的意思，在龍舌蘭酒的領域裡面，它可以被視為是一種未陳年酒款，並不需要放入橡木桶中陳年。在此類龍舌蘭酒裡面，有些款式甚至是直接在蒸餾完成後就裝瓶，有些則是放入不鏽鋼容器中儲放，但也有些酒廠為了讓產品能比較順口點，因此還是選擇短暫地放入橡木桶中陳放。只是有點特殊的是，比較起一般酒類產品的陳年標準都是規定存放的時間下限，Blanco等級的龍舌蘭規定的卻是上限，最多不可超過30日。
然而，Blanco這種等級標示只說明了產品的陳年特性，卻與成分不全然相關，在這等級的酒中也有成份非常純正的「100% Agave」產品存在，不見得都是混製酒Mixto。Blanco等級的龍舌蘭酒通常都擁有比較辛辣、直接的植物香氣，但在某些喜好此類酒款的消費者眼中，白色龍舌蘭酒才能真正代表龍舌蘭酒與眾不同的風味特性。
Joven abocado
Joven abocado在西班牙文裡面意指「年輕且順口的」，此等級的酒也常被稱為Oro(金色的)。基本上，金色龍舌蘭跟白色龍舌蘭其實可以是一樣的東西，只不過金色的版本有加上局部的調色與調味料（包括酒用焦糖與橡木淬取液，其重量比不得超過1%），使得它們看起來有點像是陳年的產品。以分類來說，這類的酒全都屬於Mixto，雖然理論上沒有100%龍舌蘭製造的產品高級，但在外銷市場上，這等級的酒因為價格實惠，因此仍然是銷售上的主力。
Reposado
Reposado是西班牙文裡面「休息過的」之意，意指此等級的酒經過一定時間的橡木桶陳放，只是還放不到滿一年的程度。木桶裡的存放通常會讓龍舌蘭酒的口味變得比較濃厚、複雜一點，因為酒會吸收部份橡木桶的風味或甚至顏色，時間越長顏色越深。Reposado的陳放時間介於兩個月到一年之間，目前此等級的酒佔墨西哥本土特基拉酒銷售的最大宗，佔有率達全部的六成水準。
Añejo

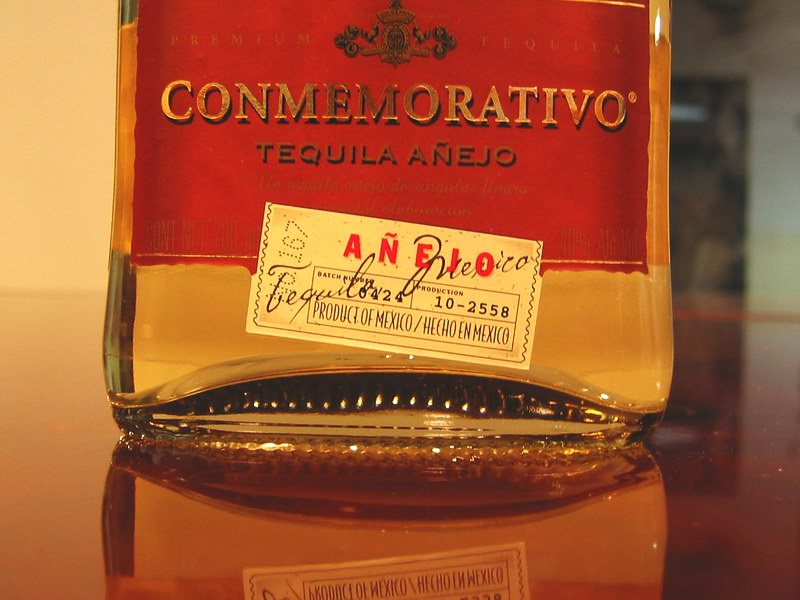
Añejo等級的陳年龍舌蘭酒認證標籤

Añejo在西班牙文裡面原意是指「陳年過的」，簡單來說，就是橡木桶陳放的時間超過一年以上的酒，都屬於此等級，沒有上限。不過有別於之前三種等級，陳年龍舌蘭酒受到政府的管制可是嚴格許多，它們必須使用容量不超過350公升的橡木桶封存，由政府官員上封條，雖然規定上只要超過一年的都可稱為Añejo，但有少數非常稀有的高價產品。例如馬蹄鐵特基拉（Tequila Herradura）著名的頂級酒款「Selección Suprema」，就是陳年超過四年的超高價產品之一，其市場行情甚至不輸給一瓶陳年30年的蘇格蘭威士忌。一般來說，專家們都同意龍舌蘭最適合的陳年期限是四到五年，再超過後桶內的酒精會揮發過多。
除了少數陳年有八到十年的特殊酒款外，大部分的Añejo都是在陳年時間滿了後，直接移到無陳年效用的不鏽鋼桶中保存等待裝瓶。Reposado與Añejo等級的特基拉酒並沒有規定非得是100%龍舌蘭為原料不可，如果產品的標籤上沒有特別加上說明，那麼這就是一瓶陳年的Mixto混合酒，例如特基拉瀟灑（Tequila Sauza）的Sauza Conmemorativo，就是一瓶少見的陳年Mixto酒。
除了以上四種官方認可的等級分法外，酒廠也可能以這些基本類別的名稱做變化，或甚至自創等級命名來促銷產品，例如gran reposado、tres añejos或blanco suave等等。Reserva de casa也是一種偶爾會見到的產品稱呼，通常是指該酒廠最自豪的頂級招牌酒，但這些不同的命名全是各酒廠在行銷上的技巧，只有上述四種才具有官方的約束力量。

## 產品標示
毎一瓶真正經過認證而售出的特基拉酒，都應該有一張明確標示著相關資訊的標籤，這張標籤通常不只是簡單的說明產品的品牌而已，事實上在裡面蘊藏著許多重要的資訊。
產品分級
也就是前述的Blanco、Joven abocado、Reposado 與Añejo 四個產品等級，這些等級的標示必須符合政府的相關法規而非依照廠商想法隨意標示。不過，有些酒廠為了更進一步說明自家產品與他廠的不同，會在這些基本的分級上做些變化，但這些都已不是法律規範的範圍了。
純度標示
唯有標示「100% Agave」（或是更精確的，100% Blue Agave 或 100% Agave Azul）的特基拉酒，我們才能確定這瓶酒裡面的每一滴液體，都是來自天然的龍舌蘭草，沒有其他的糖分來源或添加物（稀釋用的純水除外）。如果一瓶酒上並沒有做此標示，最好要假設這瓶酒是一瓶 Mixto，而 Mixto 則為任何使用51%以上的藍色龍舌蘭所蒸餾出的酒，且不需特別標示出 Mixto。由於1990年代末期嚴重的植病蟲害造成龍舌蘭大量減產，其原料價格直線飆漲中。為了維持不至於過高的售價許多酒廠紛紛把原本是純龍舌蘭成分的產品款式，降級成混用其他原料的Mixto，因此並非兩瓶酒的品牌與品名都一樣，就表示其成份原料一定會完全相同。
蒸餾廠註冊號碼
蒸餾廠註冊號碼，Normas Oficial Mexicana（墨西哥官方標準，又簡稱為 NOM），是每一家經過合法註冊的墨西哥龍舌蘭酒廠都會擁有的代碼。目前墨西哥約有70家左右的蒸餾廠，製造出超過500種的品牌銷售國內外，NOM 碼等於是這些酒的「出生證明」，從上面可以看出實際上製造這瓶酒的製作者是誰（但並不見得看得出是哪家工廠製造的，因為酒廠只需以母公司的名義註冊就可取得NOM）。因為，並不是每一個品牌的產品，都是販售者自行生產的，有些著名品牌例如 Porfidio 或較早期時的 Patron，本身甚至沒擁有自己的蒸餾廠。
關於目前名列墨西哥官方資料中、領有NOM號碼的蒸餾廠名單，可以參考下方的列表。
Hecho en México
西班牙文裡「墨西哥製造」的意思。墨西哥政府規定，所有該國生產的龍舌蘭酒都必須標示上這排文字，沒有這樣標示的產品，則可能是一款不在該國境內製造包裝、不受該國規範保障與限制的產品。墨西哥其實不是世界上唯一生產過特基拉酒的國家，在某些擁有類似水土與氣候環境的地方，也曾有人嘗試過生產類似特基拉酒的酒類，甚至曾有人在南非以移植栽種的藍色龍舌蘭草製造號稱品質不遜於墨西哥的同類產品。
不過，在經過國際上的協議後，目前包括歐盟在內的世界主要國際商業組織幾乎都已認定，特基拉酒是個受國際公約保護，只准在墨西哥生產的產品。自此之後，縱使有其他國家生產、使用相同原料與製造方式製作出的酒，也不可以在國際上用特基拉酒的名義銷售。
CRT標章
這標章的出現代表這瓶產品是有受到CRT（Consejo Regulador del Tequila，特基拉酒規範委員會）的監督與認證，然而，它只保證了產品符合法規要求的製造程序，並不確保產品的風味與品質表現。
Hacienda
Hacienda是西班牙文裡面類似莊園的一種單位，這個字經常會出現在製造龍舌蘭酒的酒廠地址裡。因為，許多墨西哥最早的商業酒廠，當初都是墨西哥的富人們在自己擁有的莊園裡面現地創立，並且將這習俗一直流傳到今日。

## 生產廠商列表
從龍舌蘭酒標籤上的NOM編號，我們可以看出該產品實際上的製造廠商是誰，注意的是有些酒廠會同時替多家品牌生產龍舌蘭酒，甚至有可能是由互相競爭的品牌分別銷售。當然，既然有一廠多牌的現象，一個品牌底下有多個NOM編號也是可能。
Nom - 蒸餾廠註冊名稱
- 740 -  Industrialización Desarrollo Santo Tomas, S.A. C.V.
- 856 - J. Jesus Reyes Cortes, S.A.
- 1068 - Agroindustrias Guadalajara S.A de C.V.
- 1079 - Agave Tequilana Prod y Com., S.A de C.V.
- 1102 - Tequila Sauza, S.A. de C.V.（瀟灑龍舌蘭）
- 1103 - Tequila San Matias de Jalisco, S.A. de C.V.
- 1104 - Tequila Cuervo La Rojena S.A. de C.V.（快活龍舌蘭）
- 1105 - Tequila Catador Alteño, S.A. de C.V.
- 1107 - Tequila El Viejito, S.A. de C.V.
- 1108 - Jorge Salles Cuervo y Sucesores S.A. de CV
- 1109 - Destiladora Azteca de Jalisco, S.A. de C.V.
- 1110 - Tequila Orendain de Jalisco S.A. de C.V.
- 1111 - Tequila Viuda de Romero, S.A. de C.V.
- 1112 - Tequila Santa Fe, S.A. de C.V.
- 1113 - Tequila Eucario Gonzalez, S.A. de C.V.
- 1114 - Tequila Caballito Cerrero, S.A.
- 1115 - Tequila La Parreñita, S.A. de C.V.
- 1117 - Destiladora de Occidente, S.A. de C.V.
- 1118 - Tequila Tres Magueyes, S.A. de C.V.
- 1119 - Tequila Herradura, S.A. de C.V.
- 1120 - Tequila Siete Leguas, S.A. de C.V.
- 1196 - Productos Especiales de Tequila, S.A.
- 1121 - Empresa Ejidal Tequilera Amatitan, S.A.
- 1122 - Casa Cuervo, S.A. de C.V.（快活龍舌蘭）
- 1123 - Tequila Cascahuin, S.A. de C.V.
- 1124 - Tequilas del Senor, S.A. de C.V.
- 1127 - Tequilera la Gonzaleña, S.A. de C.V.（位於塔矛利帕州）
- 1128 - Tequila Cazadores, S.A. de C.V.
- 1131 - La Arandina, S.A. de C.V.
- 1137 - La Cofradia, S.A. de C.V.
- 1139 - Tequila Tapatio, S.A. de C.V.
- 1140 - Tequila Centinela, S.A. de C.V.
- 1141 - Elaboradora y Procesadora de Agave y sus Derivados, S.A. de C.V.
- 1142 - La Madrileña, S.A. de C.V.
- 1143 - Destiladora Gonzalez Gonzalez, S.A. de C.V.
- 1444 - Maria Luisa Jimenez Gomez
- 1146 - Tequileña, S.A. de C.V.
- 1154 - D'Reyes
- 1172 - Orendain
- 1173 - Tequilera Newton e Hijos, S.A. de C.V.
- 1258 - J. Jesus Partida Melendez
- 1298 - Tequila Sierra Brava, S.A. de C.V
- 1333 - Fabrica de Aguardientes de Agave La Mexicana SA CV
- 1359 - Herradura（馬蹄鐵特基拉）
- 1360 - Corporacion Ansan, S.A. de C.V.
- 1368 - Tequilera Corralejo, S.A. de C.V.（位於瓜納華托州）
- 1384 - Agroindustrias Santa Clara de SPR de RL
- 1413 - Compañía Destiladora de Acatlán, SA de CV與Tequila R.G., S.A. de C.V.（共用NOM）
- 1414 - Feliciano Vivanco y Asociados, S.A. de C.V.
- 1416 - Productos Finos de Agave, S.A. de C.V.
- 1417 - Industrializadora Integral del Agave, S.A. de C.V.
- 1418 - Fábrica de Tequila la Tapatia, S.A. de C.V.
- 1419 - Metlalli, S.A. de C.V.
- 1420 - Industrializadora de Agave San Isidro, SA de CV
- 1422 - José Ascención Sandoval Villegas
- 1423 - Tequila D'Reyes, S.A. de C.V.
- 1424 - Destiladora de Agave Azul, S.A. de C.V.
- 1426 - Agaveros Unidos de Amatitán, S.A. de C.V.
- 1427 - Jorge Michel Padilla
- 1429 - J.D.C., S.A. de C.V.
- 1430 - Ruth Ledesma Macias
- 1431 - Destiladora los Magos, S.A. de C.V.
- 1432 - Casa Berrueco, S.A. de C.V.
- 1433 - Tequila Quiote, S.A. de C.V.
- 1434 - Procesadora de Agave Penjamo, S.A. de C.V.
- 1435 - Destiladora la Barranca, S.A. de C.V.
- 1438 - Destiladora del Valle de Tequila, SA de C.V.
- 1439 - Proveedora y Procesadora de Agave Tres Hermanos, S.A. de C.V.
- 1440 - Destiladora San Nicolas, S.A. De C.V.
- 1441 - Empresa Ecologica en Tequilas, SA de CV.
- 1442 - Tequilera del Salto, S.A. De C.V.
- 1443 - Grupo Industrial Tequilero de los Altos de Jalisco; S.A. de C.V.
- 1445 - Productores de Agave, S.A. de C.V.
- 1446 - Casa el Andariego, S.A. de C.V.
- 1448 - Agroindustrias Amatitán, S. De R.P de R.I.
- 1449 - Tequila Don Julio, S.A. De C.V.
- 1450 - Marco Antonio Jauregui Huerta
- 1451 - Destilerias Unidas, S.A. De C.V.
- 1454 - David Partida Zuñiga
- 1456 - Tequila Supremo

## 常見調酒

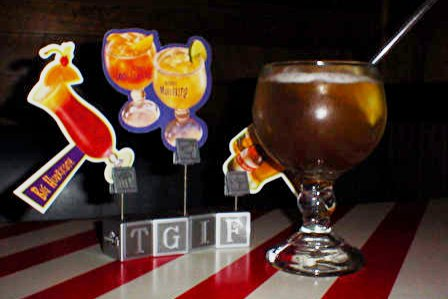
一杯長島冰茶，其基酒為龍舌蘭酒

龍舌蘭酒是調酒界最常用到的六大基酒之一（其他五種則是兰姆酒，伏特加，威士忌，白蘭地與琴酒），通常在一些口味厚重的調酒裡面都可以見到其身影。
- Ambassador
- Baccarat
- Brave Bull
- Broadway Thirst
- Conchita
- El Diablo
- Ever Green
- Ice Breaker
- Matador
- Mexican
- Mexicola
- Mockingbird
- 玛格丽塔
- Sangrita（第一滴血）
- Sloe Tequila
- 特基拉日出
- Tequila Sunset（特基拉日落）
- 長島冰茶

## 外部連結
1. TEQUILA CUERVO (MÉXICO) - MUCHOVIAJE （页面存档备份，存于） — 墨西哥旅遊頻道 MUCHOVIAJE.COM 在 YouTube 上介紹特基拉酒製造過程的視頻
2. Jimadores in Santa Teresa, Tequila, Jalisco （页面存档备份，存于） — 另一個在 YouTube 採訪 Agrave 收割人的視頻
3. 特基拉酒規範委員會（Consejo Regulador del Tequila A.C.,CRT） （页面存档备份，存于）
4. Academia Méxicana del tequila （页面存档备份，存于）
5. Tequila - in search of blue agave （页面存档备份，存于）
6. Cámara Nacional de la Industria Tequilera （页面存档备份，存于）